# Александър Фудулаки
Александър Георгиев Фудулаки е български офицер (подполковник), участник в Сръбско-българската война (1885).

## Биография
Роден е в многодетното семейство на Георги Фидулаки и Ирина Велева с 10 деца. Александър е деветото дете. През 1873 г. започва да учи в Новоросийския университет в град Одеса, като един от първите стипендианти на Попечителството на българските колонии.
Отзвукът в руското общество от потушаването на Априлското въстание и очакванията за нова война с Турция, карат Фудулаки да изостави ученето. Записва се доброволно в руската армия на 3 декември 1876 г. като редник в 59-и пехотен Люблински полк.
След обявяването на войната преминава с руските войски Дунава и се сражава с частта си в района на Люблен, област Търговище.
Още по време на войната, на 16 септември 1877 г. А. Фудулаки е командирован в Одеското пехотно училище – старши клас и е произведен от редник в юнкер. Завършва училището със звание прапоршчик и е зачислен на 16 май 1878 г. в 115-и Вяземски полк. На 7 ноември е уволнен от руска служба със звание подпоручик.
Прекарва една година в родното си село, но по-късно решава да се премести в България.
Със заповед на княз Александър Батенберг от 29 декември 1880 г. Фудулаки е назначен в българската войска. Служи в Седма ломпаланска пеша дружина, по-късно става командир на дружинната учебна команда. По време на службата си е произведен в звание поручик.
През 1880 г. част от руските офицери започват да напускат по собствено желание Флотилията и Морската част. Назначен е за командир на Портовата рота на 31 декември 1883 г. Той е първият български офицер, назначен на служба във военния флот на България.
От края на 1884 до септември 1885 г. е преведен на служба в Трети пехотен бдински полк като командир на рота, произведен е в звание капитан. Във връзка с обтягането на българо-руските отношения след Съединението на Княжество България и Източна Румелия през 1885 г. и последвалото изтегляне на руските офицери на 13 септември капитан Фудулаки е временно назначен за командир на полка.
На 24 септември 1885 г. е назначен за командир на дружина във Втори пехотен струмски полк. Една седмица по-късно Фудулаки е командирован на турската граница, където дружината очаква нападение от страна на Турция. След изненадващата атака на Сърбия, дружината на Фудулаки, заедно с доброволческата чета на дядо Ильо войвода, са прехвърлени от турската граница през Кюстендил към село Извор на западната граница. Именно тук българските войски поемат първия удар в тази война. Тук, в боя на Цветков гроб, българските войници за първи път провеждат атака „на нож“. Поради неблагоприятните условия и численото превъзходство на сърбите, отрядът е принуден да се оттегли към Радомир. Сръбската Моравска дивизия заема Брезник и се насочва към Сливница, за да обходи българските главни сили в гръб. По нареждане от главното командване се формира т. нар. Радомирски отряд от останалите живи войници. Командир на отряда е друг българин от Бесарабия – капитан Стефан Кисов, а Фудулаки е един от офицерите, разработили плана на предстоящото сражение.
Радомирския отряд е с личен състав от 1949 войника, 339 от които са от дружината на Фудулаки. Отрядът напада Моравската дивизия до Брезник, с цел задържане на противника на всяка цена, за да се укрепят позициите на Сливница. Съотношението на войницие е шест към едно в полза на сърбите. Сражението е тежко и с много загуби и в крайна сметка отрядът е принуден да отстъпи. Все пак целта е изпълнена – забавено е движението на сръбската дивизия с цяло денонощие. Това тактическо поражение е стратегически успех, спомогнал за победата в Сливнишката битка на следващия ден. Капитан Фудулаки е тежко ранен и е изпратен на лечение в Софийската болница. За проявения героизъм е награден от княз Александър Батенберг с военен орден „За храброст“ II степен.
През следващата 1886 г. Фудулаки заема длъжността окръжен военен началник последователно в Кюстендил и Видин. От 27 януари 1887 г. е назначен за командир на Шести пехотен търновски полк. На 1 април 1887 г. е произведен в звание майор.
На 8 декември 1888 г. Александър Фудулаки е назначен за командир на Двадесет и четвърти пехотен черноморски полк, дислоциран в Бургас. По време на службата в полка той е произведен в звание подполковник.
Александър Фудулаки умира на 8 септември 1901 г. Погребан е в градското гробище в Бургас.
Има син – Анастас Александров Фудулаки, който е роден в Търново на 7 февруари 1887 г. Той също става военен, взема участие в Балканската и Първата световна войни.

## Награди
- Военен орден „За храброст“ II степен (1885)